# Kloster Cornberg
Koordinaten: 51° 2′ 37″ N, 9° 51′ 52″ O
Das Kloster Cornberg ist ein denkmalgeschütztes ehemaliges Benediktinerinnenkloster in Cornberg, einer Gemeinde im Landkreis Hersfeld-Rotenburg (Hessen).

## Geschichte

### Kloster

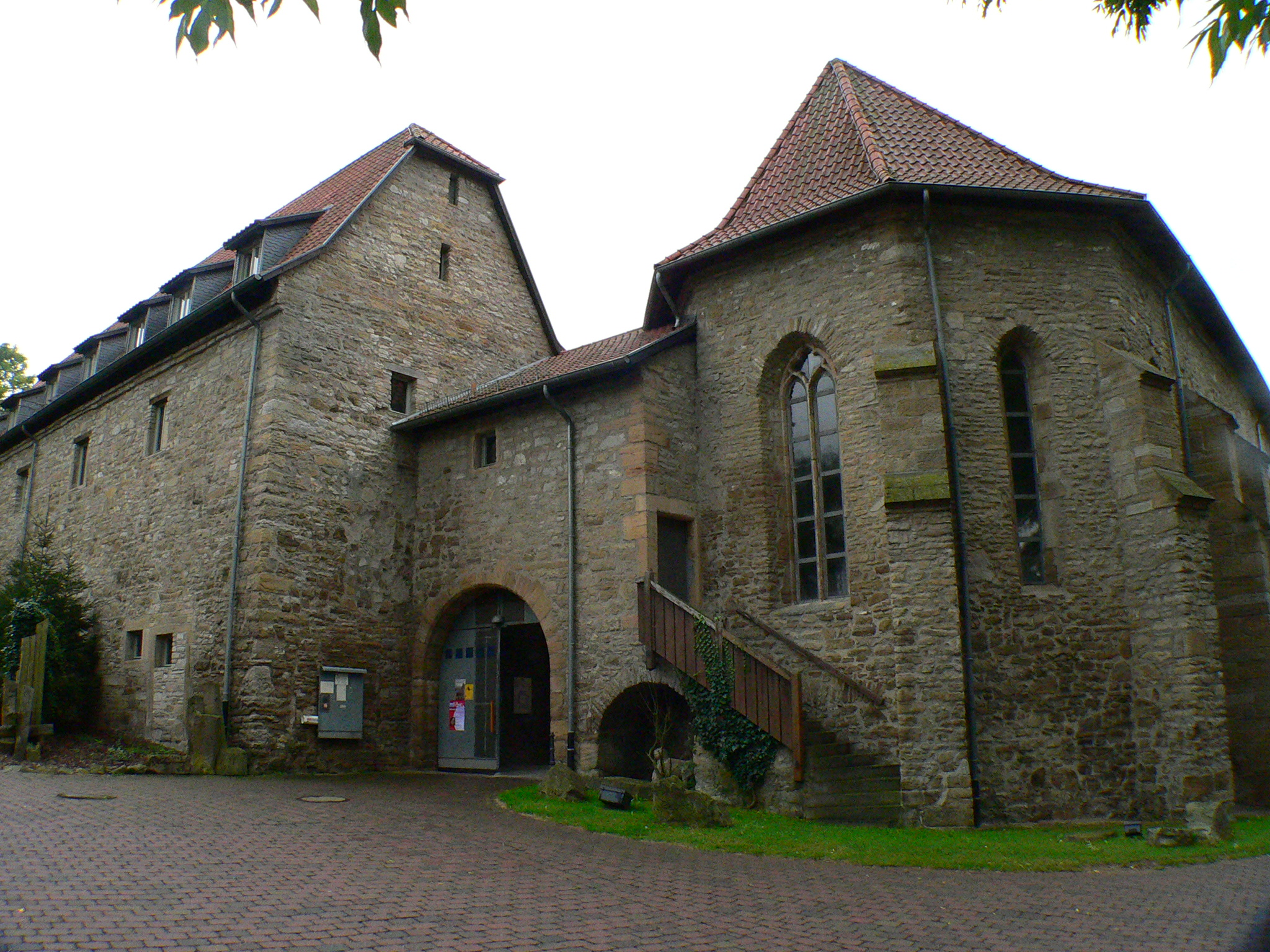
Klostereingang mit Klosterkirche (rechts) und östlichem Flügel (links)

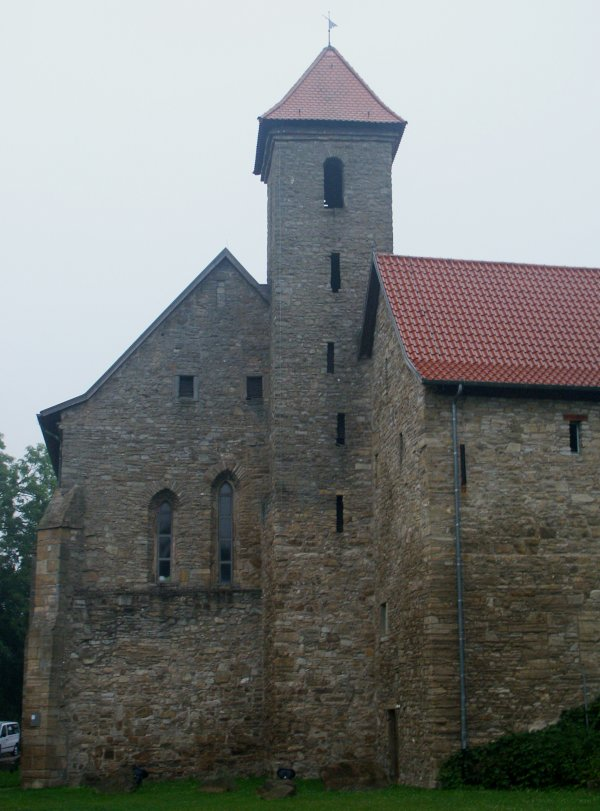
Gotische Klosterkirche (nördlicher Flügel des Klostergevierts) mit dem anschließenden westlichen Flügel (rechts)

Das Kloster ging aus einem seit 1220 in dem später wüst gefallenen Ort Bubenbach bestehenden Beginenhaus hervor, das sich 1230 formell dem Abt und Konvent der benediktinischen Reichsabtei Hersfeld unterstellt hatte. Ab 1259 und verstärkt ab 1275 bemühte sich das Mutterkloster Hersfeld, aus dem kleinen Konvent ein echtes Kloster zu machen. Der entscheidende Durchbruch kam 1277, als Vogt Gottfried von Sontra und seine Frau Gertrud, Schwester des Hersfelder Abts Heinrich III. von Boyneburg-Hohnstein, dem Konvent ein großes Gut in Elrichsüß schenkten, wobei Abt Heinrich als der offizielle Empfänger und Gegenzeichner der Schenkungsurkunde fungierte. Daraufhin wurde beschlossen, auf dem Gelände dieses Guts ein neues Kloster zu bauen. Allerdings konnte mit dem Bau erst 1292 begonnen werden, nachdem die inzwischen volljährigen Söhne des spätestens 1288 verstorbenen Gottfried ihr endgültiges Einvernehmen zu der Besitzübertragung ihrer Eltern von 1277 gegeben hatten. Von 1292 bis 1296 wurde etwa 1,5 km nördlich von Bubenbach, wo das Cornberger Wasser und die Straße von Hersfeld nach Eschwege in einer Kehre einen Bergsporn umgehen, die neue Klosteranlage am Corenberg gebaut. In unmittelbarer Nähe befand sich ein Steinbruch, wo man den zum Bau benötigten Cornberger Sandstein abbauen konnte.
Das Kloster Bubenbach, das nie in echten Klostergebäuden residiert hatte, wurde im Dezember 1295 an seinen neuen Standort im tiefer, wärmer und geschützter gelegenen Tal verlegt. Die Klosterkirche war der Gottesmutter Maria geweiht. Lukardis von Hohnstein, eine Kusine des neuen Hersfelder Abts Heinrich IV. von Boyneburg und seit 1272 Nonne in Bubenbach, wurde die erste Priorin. Die erste eigene Urkunde des Klosters, des Propsts Hartlib und der Priorin Lukardis/Lutgardis stammt vom September 1297. 1393 lebte 28 Nonnen im Konvent. Ansonsten sind zu seiner Größe keine Angaben überliefert. Die Nonnen entstammten dem regionalen Adel oder waren wohlhabender bürgerlicher Herkunft; erst ab 1350 waren vereinzelt auch Frauen aus bäuerlichem Hause vertreten. Die Priorin war immer von adliger Herkunft. Der Propst war immer ein Hersfelder Mönch bzw. Kanoniker.
Der durch den Klosterbau bedingte finanzielle Engpass war schon bald nach der Jahrhundertwende überwunden und man konnte weiteren Besitz erwerben. Reich wurde und war das Kloster dennoch nie. In der zweiten Hälfte des 14. Jahrhunderts war es immerhin in fast 60 Orten begütert, zumeist mit jährlichen Abgaben an Geld oder Naturalien. Um 1350 besaß es 13 Vorwerke und Güter, die zumeist jedoch nur 3–4 Hufen umfassten; nur die Güter in Mönchhosbach, Lindenau und Hübenthal (bei Berneburg) waren mit jeweils 9 Hufen größer. Der Hof in Cornberg war mit 22 Hufen bei weitem der wichtigste.

### Hofgut und Domäne
Im Jahre 1525 nahm Landgraf Philipp der Großmütige die Hälfte von Cornberg in seinen Besitz, als Bezahlung für seine dem Hersfelder Abt Crato I. bei der Niederschlagung des Bauernaufstands geleistete Militärhilfe. Ein Jahr später, 1526, wurde das Kloster im Zuge der Einführung der Reformation in der Landgrafschaft Hessen aufgehoben. Zwei Klosterfrauen mussten in Gegenwart der Bürgermeister von Sontra dem landgräflichen Schultheißen Conrad Ruschenberg zu Sontra die Briefschaften des Klosters ausliefern und erhielten darüber einen mit dem Sontraer Stadtsiegel versehenen Revers. Die Nonnen wurden wie die in anderen hessischen Klöstern abgefunden. Die Anlage wurde in ein landwirtschaftliches Hofgut umgewandelt, das zur Hälfte in hessischem, zur Hälfte in Hersfelder Besitz war.
Landgraf Philipp verpfändete Cornberg nach 1556 an Wilhelm Werner von Schachten, den Sohn seines 1553 verstorbenen Marschalls Wilhelm von Schachten. Dabei verglich sich der Landgraf mit dem Hersfelder Abt Michael Landgraf dahingehend, dass sie beide zu gleichen Teilen das Gut von Schachtens Kindern einlösen konnten. Die Einlösung erfolgte 1568 unter Landgraf Wilhelm IV.; jede Seite zahlte 1583 Taler und 2 Albus.
Im Jahre 1572 ließ Wilhelm IV. seinen nicht ehelichen Sohn Philipp Wilhelm in das nur noch aus drei Personen bestehende Hersfelder Kapitel aufnehmen und ihm die noch immer als Pfründe bestehende Propstei des längst aufgehobenen Klosters Cornberg übertragen, damit er die Einkünfte aus dieser Sinekure genießen konnte. Philipp Wilhelm verpflichtete sich in seinem Reversbrief zu Gehorsam gegenüber dem Abt und zu einer jährlichen Abgabe und unterzeichnete als Philippus Wilhelmus de Cornberg. (Den Reichsadelsbrief als „von Cornberg“ erhielt er erst am 29. März 1597 in Prag von Kaiser Rudolf II.) Am 22. Februar 1580 erhielt er dann auch die hessische Hälfte von Cornberg auf Lebenszeit. Als Abt Ludwig V. im Jahre 1582 Philipp Wilhelms beabsichtigte Heirat nicht zulassen wollte, verließ er den geistlichen Stand, empfing von seinem Vater am 11. August 1582 die hessische Hälfte von Cornberg als erbliches Mannlehen und heiratete am 3. September 1582 in Cornberg Christine von Falcken. Im Jahre 1584 erhielt er dann auch die Hersfelder Hälfte von Cornberg zu Lehen; Abt Ludwig V. wurde dafür vom Landgrafen mit 2.500 Gulden abgefunden. Die Belehnung wurde 1592 von Abt Crato II. und 1593 von dem letzten Hersfelder Abt Joachim Roell erneuert.
Nach dem Tod seines Vaters 1598 trat Philipp Wilhelm dem neuen Landgrafen, seinem Halbbruder Moritz, Cornberg ab und erhielt stattdessen 10.000 Reichstaler und als rechtes Mannlehen das etwa 12 km weiter ostsüdöstlich gelegene Dorf Richelsdorf mit hohem und niederem Gericht und dem Kirchenpatronat, sowie Ober- und Niedergude, Landefeld und die Burg Auburg mit dem Dorf Wagenfeld im heutigen Niedersachsen.
Schon 1615 befand sich Cornberg im Besitz der Landgrafengattin Juliane von Nassau-Dillenburg, und im Jahre 1627 wurde Cornberg Teil der Rotenburger Quart, mit der Landgraf Moritz seine Söhne aus seiner zweiten Ehe mit Juliane ausstattete. Es wurde eine Vogtei, die bis zum Aussterben der Landgrafen von Hessen-Rotenburg im Jahre 1834 in deren Besitz war und dann an Kurhessen zurückfiel.
Von 1834 bis 1964 war die Anlage eine Staatsdomäne, ab 1946 im Besitz des Landes Hessen. Zum Gut gehörten in dieser Zeit neben dem Klosterbau 22 Wohn- und Wirtschaftsgebäude sowie mehr als 300 ha Felder und Wiesen.
Von 1945 bis 1949 waren der ganze Ort Cornberg und die ehemaligen Klostergebäude ein DP-Lager der UNRRA, in dem mehrheitlich ehemalige Zwangsarbeiter aus der Sowjetunion und Polen untergebracht waren. Viele von ihnen wanderten von hier nach Kanada und die USA aus.

### Heutige Nutzung
Die Staatsdomäne wurde 1964 geschlossen. Schon seit 1957 waren ungenutzte und verfallende Wirtschafts- und Wohngebäude um das eigentliche Kloster nach und nach abgerissen worden. Mit der Aufgabe des Domänenbetriebs beschleunigte sich der allgemeine Verfall. Sämtliche verbliebenen Nebengebäude wurden bis 1973 abgerissen, 1974 auch die ehemalige Propstei. Der Kreuzgang, auf einer Federzeichnung des Landgrafen Moritz von 1630 noch zu sehen, war bereits lange zuvor verschwunden. Lediglich das gotische Klostergeviert blieb erhalten.
1989 entschloss sich das Land Hessen zur Erhaltung des Klostergevierts. Die Sanierung dauerte viereinhalb Jahre, von 1990 bis 1994, und kostete mehr als 12 Millionen DM. Die ehemalige Kirche (der nördliche Flügel des Gevierts) mit der noch erhaltenen Nonnenempore wird heute als Kulturbühne genutzt. Im Südflügel ist das Bürgerhaus untergebracht. Im Westflügel befindet sich das Museum, das über den Cornberger Sandstein, die Cornberger Saurierfährte und die Geschichte des Klosters und der Bergbausiedlung Cornberg informiert; es ist von März bis Oktober sonn- und feiertags von 14 bis 17.30 Uhr geöffnet. Im östlichen Flügel befindet sich ein Gastronomiebetrieb und Hotel.
2001 veranstaltete Karl-Heinz Becker ein Festival, das in Konkurrenz zum Burg-Herzberg-Festival stand. Auf der Bühne standen Kraan, Epitaph und Amon Düül.

## Architektur

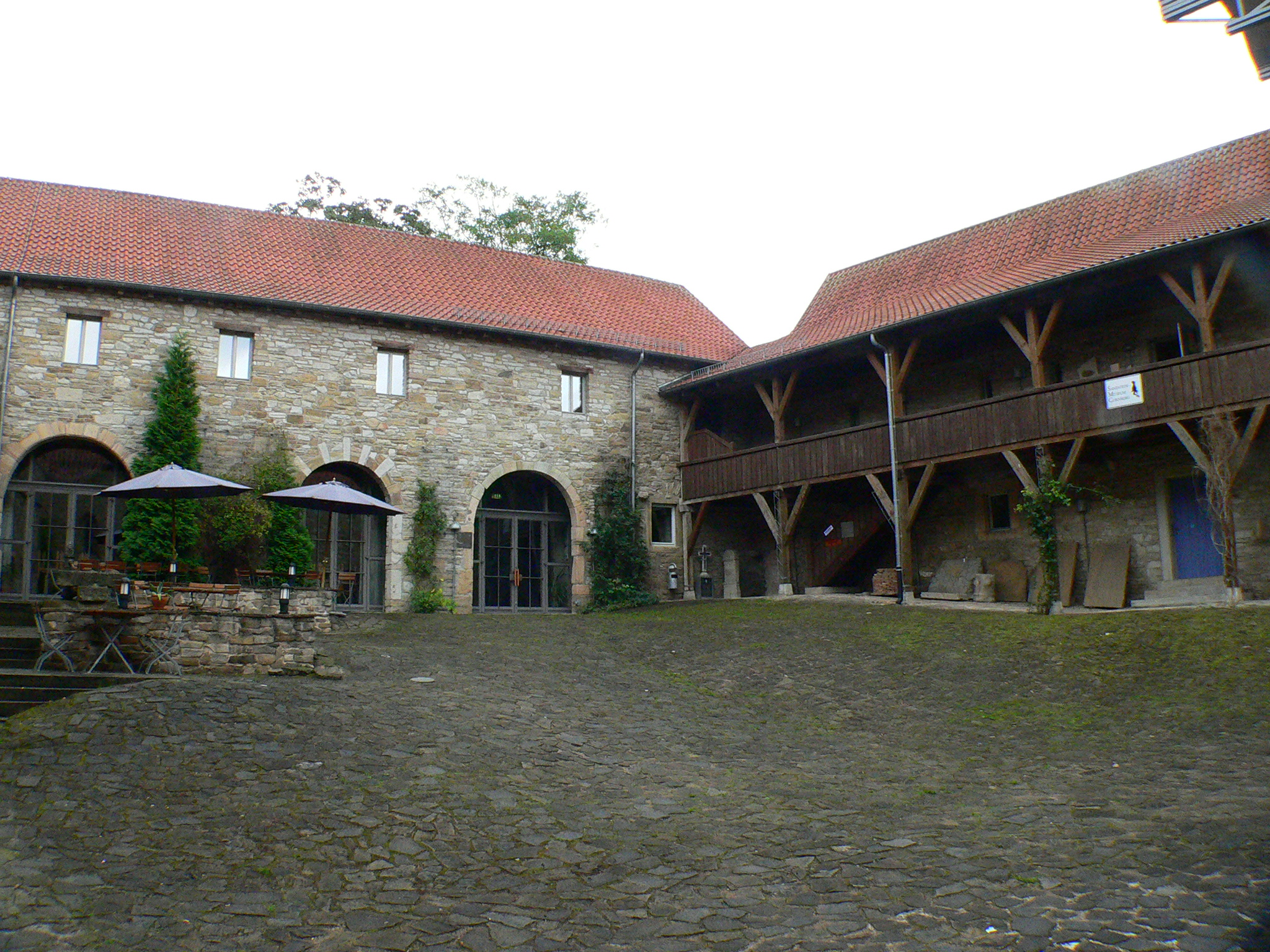
Klosterhof, südliche (links) und westliche Seite

Die Gebäude des zentralen, quadratischen Klostergevierts waren schlicht und einfach. Sie waren massiv aus Cornberger Sandstein auf einer kleinen Anhöhe errichtet. In den Innenhof führte nur eine Pforte von der Propstei im Osten, die nach der Umwandlung in ein landwirtschaftliches Gut zu einer breiten Einfahrt aufgebrochen wurde. Die in ihrer Geschlossenheit noch ganz erhaltene Anlage war vor der Renovierung stark zerfallen und unbewohnt.
Die kurz vor 1300 erbaute Kirche, die den nördlichen Flügel bildete, war ein schmuckloser, einschiffiger, gotischer Bau von sieben Jochen mit Fünf-Achtel-Schluss. In ihrem westlichen Teil befand sich über einem Kreuzgewölbe die Nonnenempore, zu der die Klosterfrauen durch einen Zugang aus dem Oberstock des westlichen Flügels gelangten. Die Geistlichen betraten die Kirche von der Propstei her zum Herrenchor. Über der Westfront erhob sich ein kleiner, unsymmetrisch angeordneter Turm. Nur der Chorschluss und das östliche Joch waren in ihrer ursprünglichen Form mit Gewölben erhalten; dieser Teil der ehemaligen Klosterkirche diente bis ins 19. Jahrhundert zum Gottesdienst für die kleine Gemeinde Cornberg. Der Rest des Kirchenbaus war schon lange in profaner Nutzung, und eine Durchfahrt in den Innenhof war in den Bau gebrochen worden.
Die Erdgeschosse der den quadratischen Hof auf den übrigen drei Seiten umschließenden Flügel waren zu Kuh-, Pferde- und Schweineställen umfunktioniert worden, die Obergeschosse zu Lagerräumen.